# Metro Arkitekter
Metro Arkitekter är ett svenskt  arkitektkontor baserat i Malmö som grundades 1999. Kontoret var ursprungligen en del av Tengbomgruppen men är sedan 2006 ett fristående företag med ett trettiotal anställda. Bland kontorets mest uppmärksammade verk finns ombyggnationen av Malmö centralstation, som inkluderar en ny underjordisk station, samt byggandet av en ny station i Hyllie. Bägge projekten utgör en del av byggandet av Citytunneln. Kontoret ligger även bakom ett stort antal bostadsprojekt i framförallt Skåne.

## Byggnader

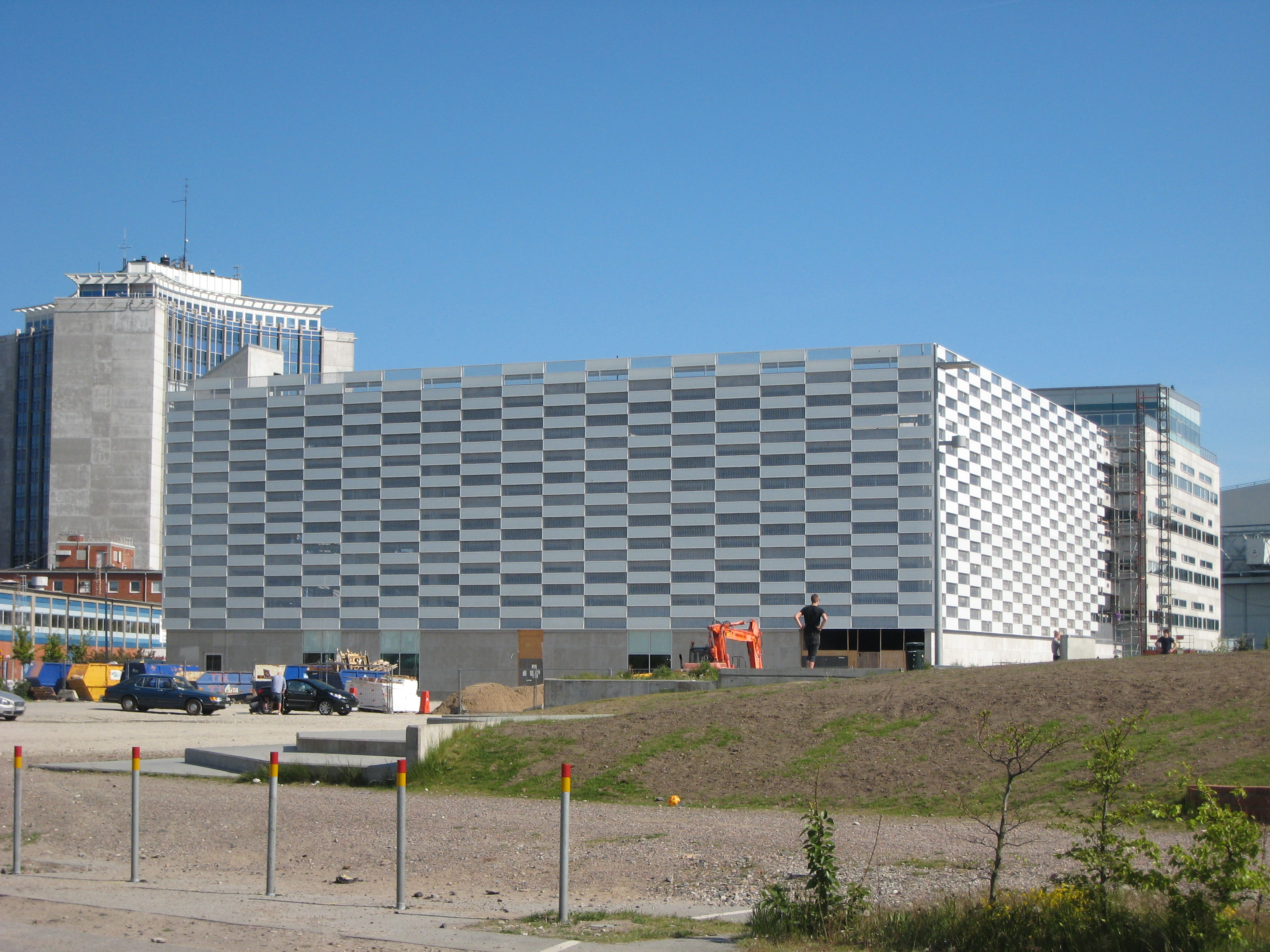
Parkeringshuset Erika i Malmö under byggnad (våren 2009)
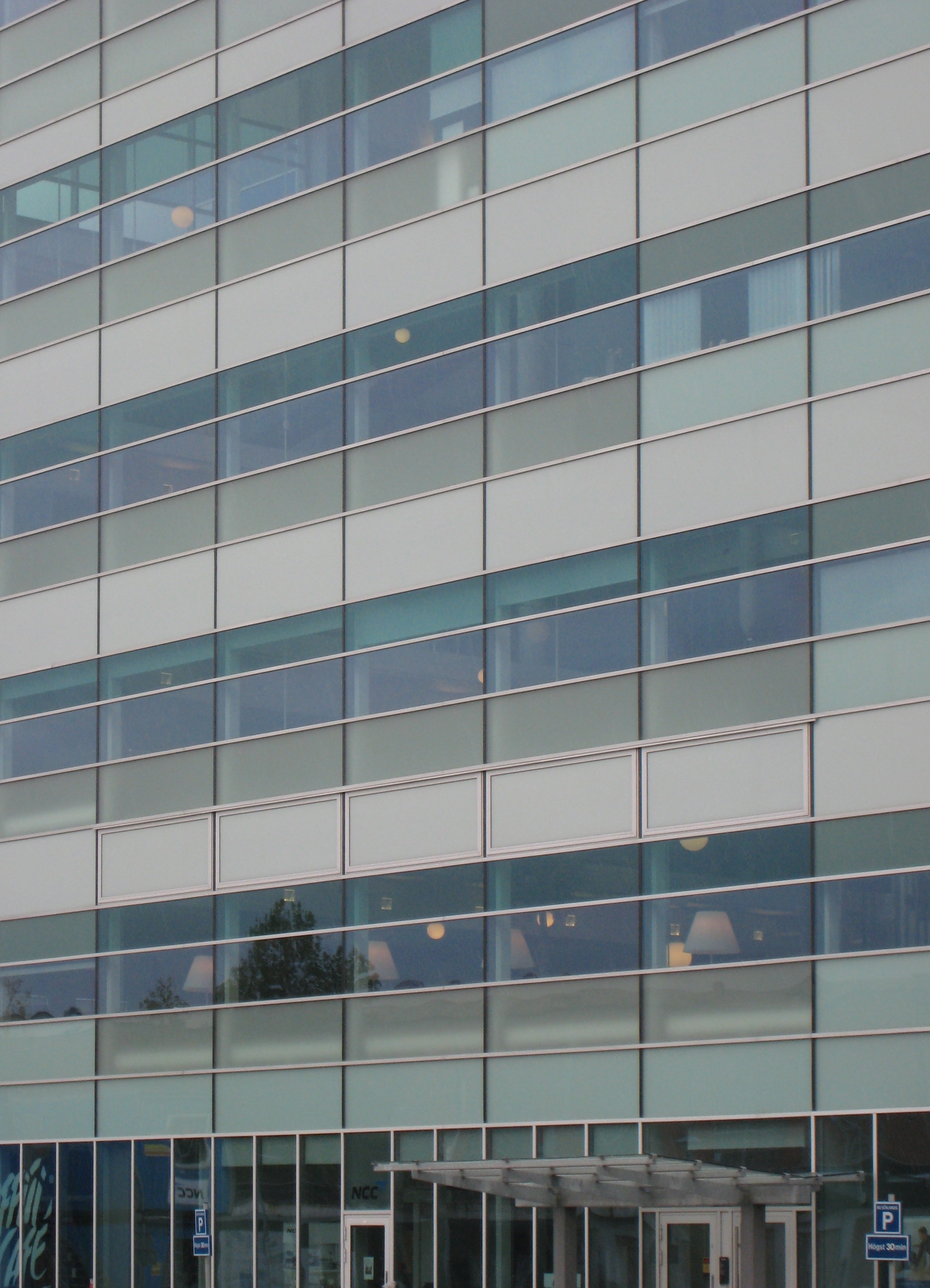
Fasaddetalj, kontorshuset Kaggen Malmö
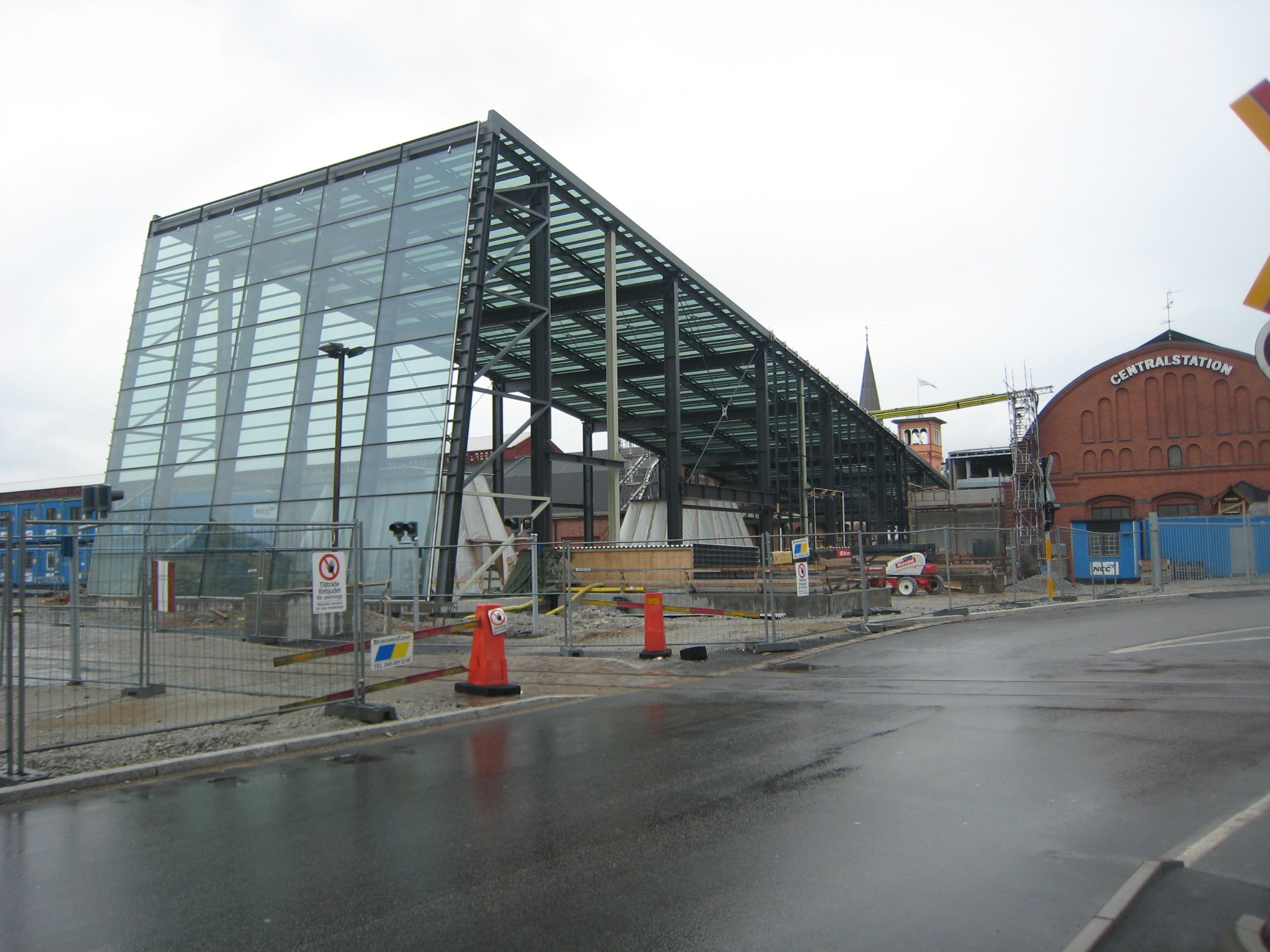
Nedgången till den underjordiska stationen vid Malmö C (våren 2009)